# Wareham Castle

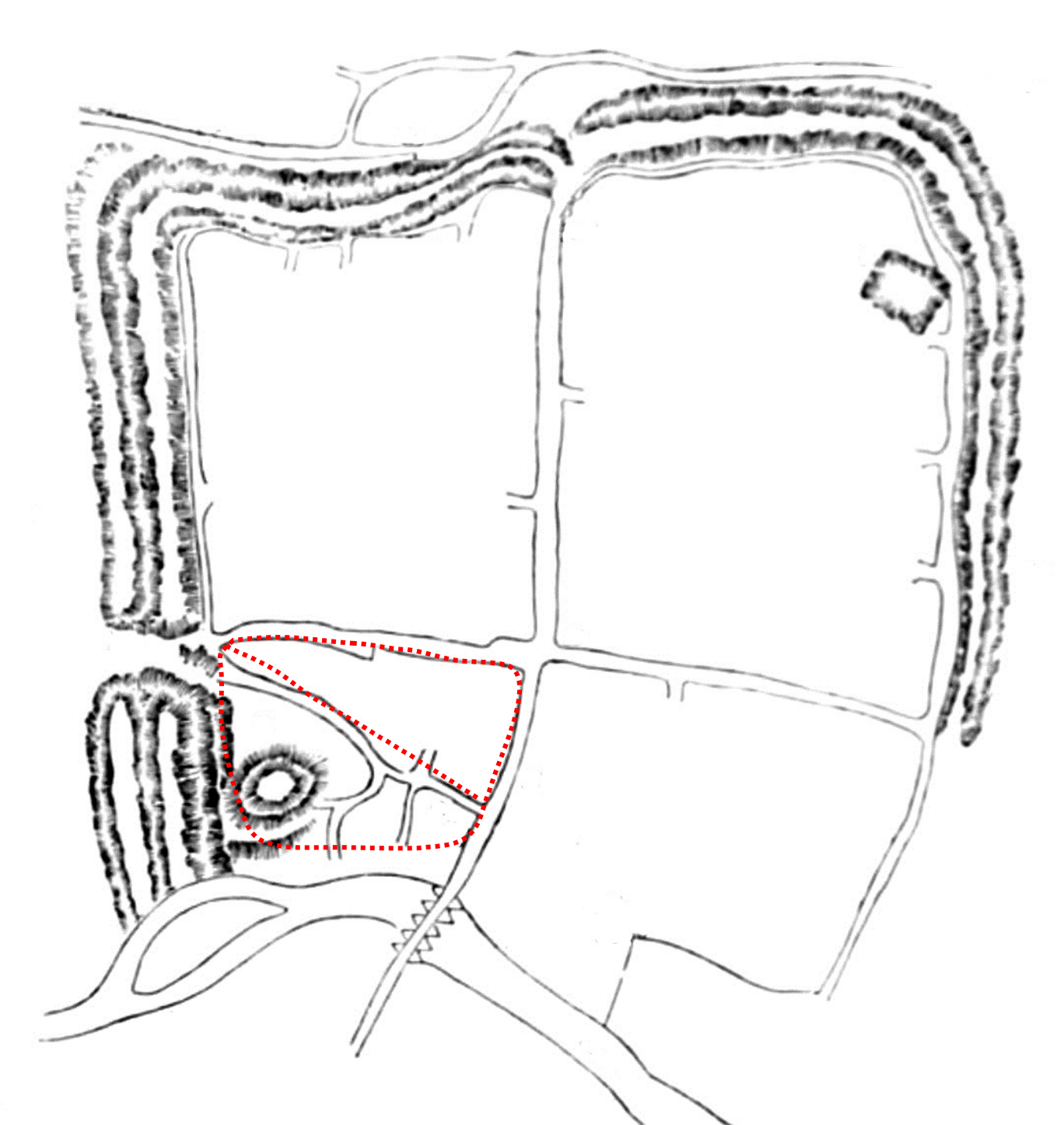
Abbildung der Überreste der Burg und der Mauern von Wareham im Jahre 1888. Die rot gepunktete Linie zeigt die Begrenzungen des inneren und des äußeren Burghofes an.

Wareham Castle ist eine Burgruine im Markt Wareham in der englischen Grafschaft Dorset.

## Geschichte

### 11.–14. Jahrhundert
Wareham Castle wurde in der Südwestecke der alten angelsächsischen Erdwerke errichtet, die die Stadt umgeben. Es handelte sich dabei um eine Motte mit innerem und äußerem Burghof, die durch hölzerne Verteidigungsanlagen und einen Graben geschützt war. Die originale Größe des Mounds ist nicht bekannt; Aufzeichnungen aus dem 18. und 19. Jahrhundert legen den Schluss nahe, dass er einen Durchmesser von 17–18 Meter gehabt haben muss. Ebenfalls unbekannt ist der genaue Bauzeitpunkt, aber man nimmt an, dass dies bald nach der normannischen Eroberung Englands im Jahre 1066 der Fall war, wofür allerdings keine Beweise vorliegen. Wenn die Burg bald nach 1066 errichtet wurde, bedingte ihr Bau wohl den Abriss von Häusern in einem Teil des Marktes. Die Entscheidung für den Standort der Burg war mit der Existenz einer früheren angelsächsischen Residenz an dieser Stelle verbunden.
Robert Beaumont kontrollierte die Burg 1188 und gab sie an Robert, 1. Earl of Gloucester, weiter, der 1137 dort Arbeiten ausführen ließ. Ein kleiner Donjon mit quadratischem Grundriss, einer Seitenlänge von 11,25 Metern und Pilasterstrebewerk an den Ecken wurde aus Bruchstein oben auf dem Mound errichtet, vermutlich Anfang des 12. Jahrhunderts. Den Burghof schützte eine steinerne Kurtine, die bis zu 1,5 Meter dick gewesen sein soll. Im Bürgerkrieg der Anarchie in den 1140er-Jahren lag Wareham Castle an der Grenze der Territorien der beiden Thronanwärter, König Stephan und Kaiserin Matilda. Dort war auch die regionale Münze. Robert unterstützte Matilda und die Burg gehörte mal ihm und mal König Stefan; der Markt Wareham wurde vermutlich von König Stefans Truppen niedergebrannt. Am Ende der Feindseligkeiten hatte Corfe Castle die Rolle der wichtigsten Festung in der Region übernommen.
Nach 1154 und nach dem Ende des Bürgerkrieges war die Burg unter der Kontrolle der Earls of Gloucester. Die wirtschaftliche Bedeutung des Marktes nahm Ende des 12. und im 13. Jahrhundert ab, wenn auch 1207 die Burg, die von König Johann Ohneland konfisziert worden war, repariert und vom Monarchen als Relaisstation auf dem Weg zu Corfe Castle genutzt wurde. Nach der Regierungszeit Johann Ohnelands fiel Wareham Castle an die Familie de Clare, die der Burg wenig Beachtung schenkten, und der Graben des äußeren Burghofes wurde Anfang des 13. Jahrhunderts verfüllt. Der Fluss versandete und der Hafen des Marktes verlor an Bedeutung; der Handel konzentrierte sich stattdessen auf Poole. Im 14. Jahrhundert befand sich der Markt in einem wirtschaftlichen Abstieg.

### 15.–21. Jahrhundert
Man weiß nicht, wann genau die Burg schließlich aufgegeben wurde, aber im 18. Jahrhundert griffen neue Gebäude in die östliche Begrenzung des Burggeländes ein; der Rest dieses Geländes bildete eine offene Fläche namens Castle Green. Im Laufe des 19. Jahrhunderts wurden Häuser um die Basis des Mounds herum gebaut, der dann Ende des 19. Jahrhunderts gänzlich eingebaut war. 1911 baute man eine Villa namens Castle Close oben auf dem Mound. Dies bedingte ausgedehnte Änderungen an der Form des Mounds, der heute einen Durchmesser von 76 Metern an der Basis und 37 Meter oben hat. Der größte Teil des Burggrabens ist verfüllt; die kurzen Reststücke sind 21 Meter breit und 6,7 Meter tief. Die Fundamente des Donjons sind bis heute auf dem Mound erhalten; auf den Begrenzungen des inneren und des äußeren Burghofes verlaufen die Pound Lane und die Trinity Lane.
Die Überreste der Burg und der Befestigungen des Marktes gelten als Scheduled Monument.